# Defektoskopia

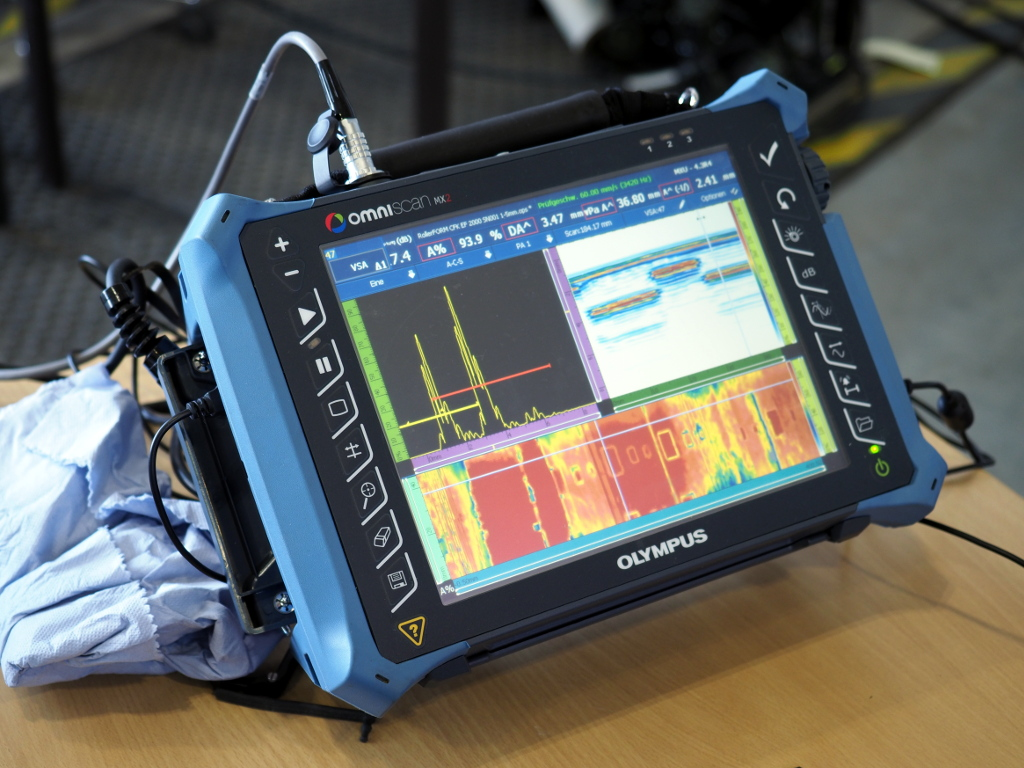
Defektoskop ultradźwiękowy

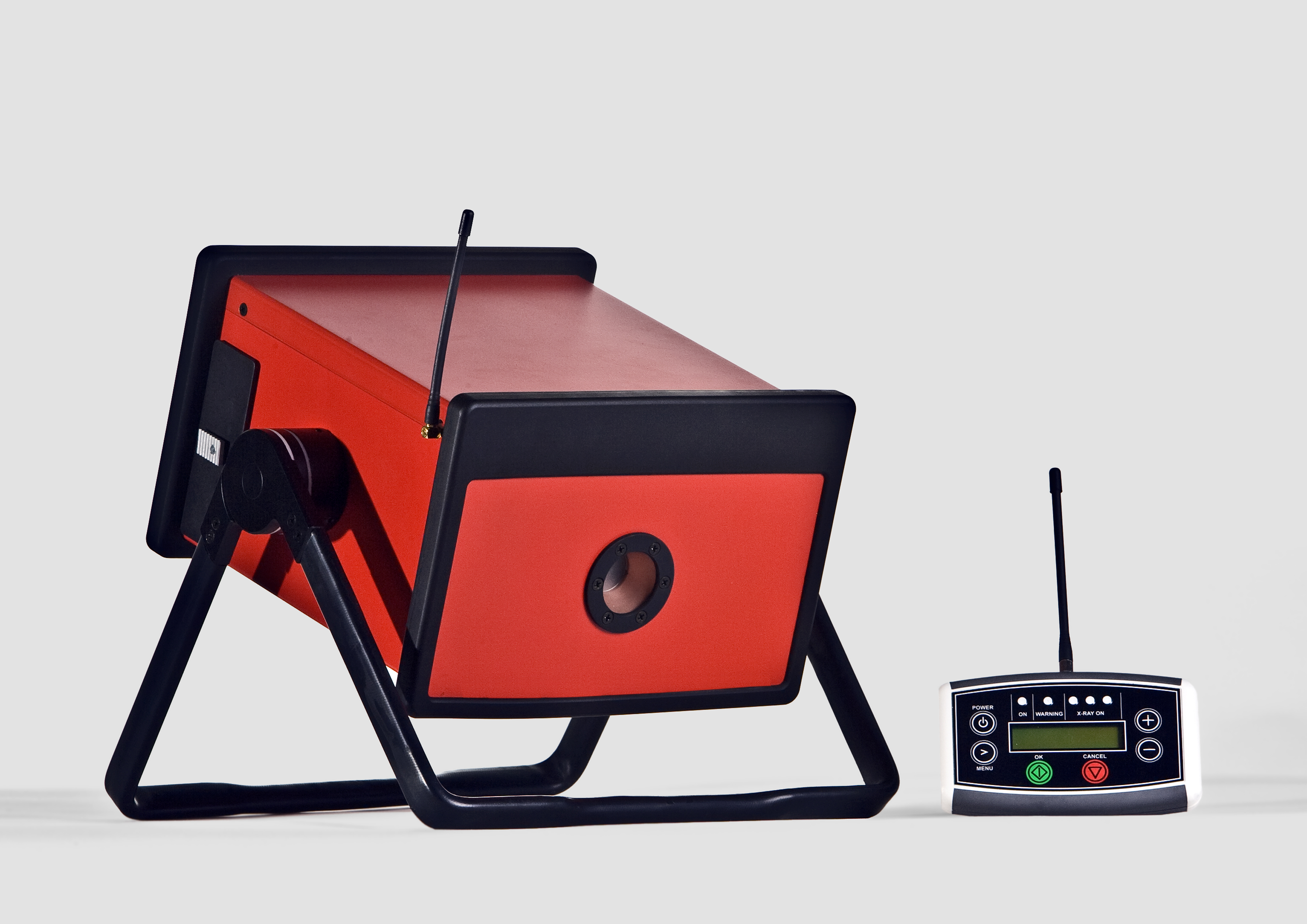
Przenośny defektoskop rentgenowski

Defektoskopia – dział badań nieniszczących (NDT) zmierzających do wykrycia nieciągłości materiału. Wykrywane są wady materiału takie jak: wtrącenia, ubytki korozyjne, pustki, pęknięcia, odwarstwienia, łuski, szczeliny, braki przetopu itp.

## Metody
Metody stosowane w defektoskopii:
- Metody elektromagnetyczne – umożliwiają badanie materiałów metalicznych
  - metody elektryczne – analiza przepływu prądu w badanym obiekcie (oporowa) i skutków, które wywołuje (indukcyjna, termoelektryczna)
  - metody magnetyczne – analiza stałego lub wolnozmiennego pola magnetycznego na powierzchni lub w pobliżu badanego przedmiotu (np. defektoskopia magnetyczna proszkowa)
- Metody radiologiczne
  - defektoskopia rentgenowska (rentgenografia) – wykorzystujące promieniowanie rentgenowskie
    - tomografia komputerowa

  - defektoskopia gamma (gammagrafia) – wykorzystująca promieniowanie gamma[1].
- Metody ultradźwiękowe i akustyczne – defektoskopia ultradźwiękowa, np. wykrywanie pęknięć obręczy kół kolejowych
  - metoda echa
  - metoda cienia
  - metoda rezonansowa
- Inne metody
  - metody penetracyjne
  - metody termograficzne